# Sainte-Radegonde (Gers)
Sainte-Radegonde település Franciaországban, Gers megyében. Lakosainak száma 175 fő (2022. január 1.). Sainte-Radegonde Fleurance, Lamothe-Goas, Pauilhac, Réjaumont és La Sauvetat községekkel határos.

## Népesség
A település népessége az elmúlt években az alábbi módon változott:
| Lakosok száma | 180  | 146  | 155  | 186  | 182  | 183  | 182  | 178  | 176  | 175  |
|               | 1968 | 1982 | 1990 | 2006 | 2013 | 2015 | 2017 | 2019 | 2020 | 2022 |